# Xã Lake Emma, Quận Hubbard, Minnesota
Xã Lake Emma (tiếng Anh: Lake Emma Township) là một xã thuộc quận Hubbard, tiểu bang Minnesota, Hoa Kỳ. Năm 2010, dân số của xã này là 985 người.